# Fleeming Jenkin
Henry Charles Fleeming Jenkin (25 mars 1833 - 12 juin 1885) est un ingénieur, professeur à l'université d'Édimbourg. Il formula plusieurs objections contre certains aspects de la théorie de l'évolution que Darwin admit en partie.[réf. nécessaire]